# William Bianda
William Ludovic Brandon Bianda, född 30 april 2000, är en fransk fotbollsspelare.

## Klubbkarriär
Bianda kom till Lens från Red Star 2014 och skrev på sitt första proffskontrakt den 29 juni 2017. Han debuterade för Lens i Ligue 2 den 8 december 2017 i en 2–2-match mot Paris FC.
Den 28 juni 2018 värvades Bianda av Roma, där han skrev på ett femårskontrakt. Den 5 augusti 2020 lånades Bianda ut till belgiska Zulte Waregem på ett låneavtal över säsongen 2020/2021. Den 22 augusti 2021 lånades han ut till Nancy på ett säsongslån.